# Splurge
Splurge – album J-popowej grupy muzycznej Puffy AmiYumi, który został wydany w dwóch edycjach. Japońska edycja wydana została 28 czerwca 2006, natomiast amerykańska wydana została 25 lipca 2006. Album można zamówić w sklepie internetowym iTunesa (amerykańską edycję), lecz ta wersja nie zawiera utworów bonusowych.

## Lista utworów

### Wydanie japońskie
Utwory znajdujące się na japońskiej edycji albumu.
1. Radio Tokyo
2. ナイスバディ (Naisu Badi - Nice Buddy)
3. Tokyo I'm On My Way
4. Shall We Dance?
5. 恋のエチュード (Koi no Echuudo - Love's Etude, Etude)
6. 女マシンガン (Onna Mashin Gan - Girl Machine Gun)
7. Sunday in the Park
8. モグラライク (Mogura Raiku - Mole-Like)
9. Missing You Baby
10. 早春物語 (Soushan Monogatari - Early Spring Story, The Story)
11. モグラ (Mogura - Mole)
12. らくだの国 (Rakuda no Rin - Camel Country, Cameland)
13. Security Blanket
14. はじまりのうた (Hajimari no Uta - Song of Beginnings, Beginnings)
15. Basket Case (cover piosenki Green Day)

#### Osoby zajmujące się utworami
Teksty piosenek stworzone przez Puffy AmiYumi, chyba że podano inaczej. Osoby podzielone są według numerów utworów:
1. Tekst i kompozycja piosenki: Butch Walker
2. Kompozycja piosenki: Andy Sturmer and Andy Thompson
3. Tekst i kompozycja piosenki: Dexter Holland
4. Kompozycja piosenki: Butch Walker
5. Tekst i kompozycja piosenki: Masamune Kusano (草野正宗)
6. Tekst piosenki: Guitar Wolf/Seiji; Kompozycja utworu: Jon Spencer
7. Tekst i kompozycja piosenki: Charley Drayton, Tamio Okuda (奥田民生)
8. Tekst i kompozycja piosenki: Tamio Okuda (奥田民生)
9. Kompozycja piosenki: Andy Sturmer
10. Kompozycja piosenki: Hellgren, Myhr
11. Tekst i kompozycja piosenki: Kohmoto Hiroto (甲本ヒロト)
12. Tekst i kompozycja piosenki: Saito Kazuyoshi
13. Tekst piosenki: Ami Onuki; Kompozycja utworu: Ken Yokoyama
14. Kompozycja piosenki: Andy Sturmer, Bleu
15. Tekst piosenki: William Armstrong, Michael Pritchard i Frank Wright

### Wydanie amerykańskie
1. Call Me What You Like
2. Nice Buddy
3. Tokyo I'm On My Way
4. Radio Tokyo
5. Mole-Like
6. Etude
7. Go Baby Power Now
8. Sunday In The Park
9. Missing You Baby
10. The Story
11. Mole
12. Cameland
13. Security Blanket
14. Beginnings
Utwory bonusowe:
15. Friends Forever ~FICKLE Remix~
16. Teen Titans Theme ~POLYSICS' CR-06 MIX~